# Sinful Davey
Sinful Davey is een Britse filmkomedie uit 1969 onder regie van John Huston. Het scenario is gebaseerd op de dagboeken van de 19e-eeuwse Schotse struikrover David Haggart.

## Verhaal
David Haggart is een Schotse struikrover. Na een overval leert hij Annie kennen, een keurig meisje dat hem ervan tracht te overtuigen om op het rechte pad te blijven.

## Rolverdeling
| Acteur            | Personage           |
| ----------------- | ------------------- |
| John Hurt         | David Haggart       |
| Pamela Franklin   | Annie               |
| Nigel Davenport   | Richardson          |
| Ronald Fraser     | MacNab              |
| Robert Morley     | Hertog van Argyll   |
| Fidelma Murphy    | Jean Carlisle       |
| Maxine Audley     | Hertogin van Argyll |
| Fionnula Flanagan | Penelope            |
| Donal McCann      | James Campbell      |
| Allan Cuthbertson | Kapitein Douglas    |
| Eddie Byrne       | Yorkshire Bill      |
| Niall McGinnis    | Boots Simpson       |
| Noel Purcell      | Jock                |
| Judith Furse      | Mary                |
| Francis De Wolff  | Andrew              |